# 쇠고기

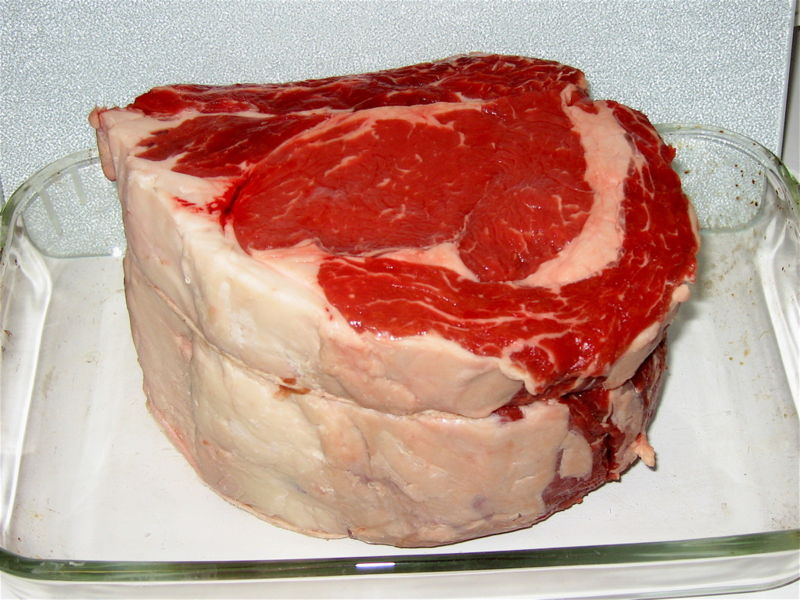
요리하기 전의 소고기

소고기 또는 쇠고기, 우육(牛肉)은 소의 고기이다. 소의 거의 대부분은 식용으로 쓰이며, 기생충의 염려가 적어 덜 익혀 먹거나 날로 먹는 경우도 많다.
소 먹이로 육골분을 사용함으로써 일어나는 소해면상뇌증은 1984년에 영국에서 처음 발병하였다. 소해면상뇌증이 걸린 소의 고기를 먹으면 새로운 변종의 크로이츠펠트-야코프병을 일으킨다고 여겨져 왔다.

## 쇠고기의 품질
쇠고기의 품질은 품종에 따라 Bos Taurus와 Bos Indicus로 나뉜다. Bos Taurus의 경우 겨울이 있는 지역에서 주로 사육되는 앵거스, 헤어포드, 리무진, 사롤레이 등의 품종 소들로서 이들 소에서 유래한 고기는 연도가 뛰어난 것으로 알려져 있다. 한편, Bos Indicus는 열대, 건조 지역에서 주로 사육되는 브라만 품종 소들로서 육질이 떨어지는 것으로 알려져 있다.
비율 방식에 따라서는 곡물 비육 쇠고기와 목초 사육 쇠고기로 나뉜다. 곡물 비육 쇠고기는 일정기간 방목 후 옥수수나 보리를 급여 후 도축된 소에서 유래한 쇠고기이다. 비육 정도에 따라 마블링(근내 지방) 정도의 차이가 난다. 미국과 캐나다 쇠고기 경우 생산되는 쇠고기의 약 90%가 곡물비육 쇠고기이며 호주의 경우는 약 20~30% 정도로 알려져 있다. 한우도 곡물비육 쇠고기에 속한다고 할 수 있다. 목초 사육 쇠고기는 곡물 비육 과정 없이 목초만으로 사육된 쇠고기이다. 마블링이 거의 없어 연한 정도가 떨어진다. 호주와 뉴질랜드가 이러한 부류의 쇠고기 생산지 및 수출국가로 잘 알려져 있으나, 2008년 8월 한 달 동안 한국으로 수입된 호주산 쇠고기의 경우 풀로 생산된 것과 곡물 사료로 생산된 것의 비율이 약 2:1로 한국으로 수입되는 호주산 쇠고기의 상당량은 곡물 사료로 생산된 것이다.

### 성과 연령에 따라
많이 먹지 않은 소는 근내 지방도가 낮아서 육질이 늦게 생기지만 많이 먹는 소는 근내 지방도가 높아져 육질이 좋아진다. 국내 한우는 28~30개월 일본의 화우는 30개월 이상 사육하여 높은 등급의 고기를 생산한다. 미국은 쇠고기내 지방함량이 높은 것을 선호하지 않으면서 20개월 내외로 사육하고 있다. 수소는 암소보다 육질이 떨어지기 때문에 거세를 하여 육질을 향상시킨다.
송아지 출산 경험이 없는 어린 미경산우 (heifer)와 거세한 어린 수소 (steer)가 보통 고급육의 원천이 된다. steer와 heifer에서 유래한 쇠고기 육질은 거의 동일하나, steer의 경우가 지방이 heifer보다 약간 적고 육량이 더 풍부한 편이라고 할 수 있다.
성숙우 (경산우 및 늙은 수소)에서 난 쇠고기는 보통 어린 소 유래 쇠고기보다 육질이 질긴 편이므로 북미에서는 주로 분쇄육(ground beef)으로, 영국에서는 다짐육(minced beef)으로 활용된다.

### 등급제

#### 대한민국
대한민국의 쇠고기 등급 기준은 다음과 같다. 대한민국은 쇠고기 등급 기준에 마블링(근내지방도)이 있는데, 해롤드 맥기의 '음식과 요리'라는 책에 따르면, 마블링(근내지방도)으로 쇠고기 등급을 매기는 나라는 미국, 일본, 한국 뿐이다.
| 구분     | 구분  | 육질등급 | 육질등급 | 육질등급 | 육질등급 | 육질등급 |
| 구분     | 구분  | 1++등급  | 1+등급   | 1등급    | 2등급    | 3등급    |
| -------- | ----- | -------- | -------- | -------- | -------- | -------- |
| 육량등급 | A등급 | 1++A     | 1+A      | 1A       | 2A       | 3A       |
| 육량등급 | B등급 | 1++B     | 1+B      | 1B       | 2B       | 3B       |
| 육량등급 | C등급 | 1++C     | 1+C      | 1C       | 2C       | 3C       |

### 쇠고기 이력제
대한민국에서 소의 출생, 도축, 가공, 판매의 정보를 기록, 관리하여 위생, 안전에 문제가 발생할 경우 해당 이력을 추적하여 신속하게 대처하기 위한 제도이다. 유럽, 일본, 호주 등에서 실시하고 있으며, 대한민국은 2008년부터 시작했다.

## 영양과 건강
쇠고기는 (특히 목과 어깨, 정강이뼈에) 아연이 많다.

### 광우병
소 먹이로 육골분을 사용함으로써 일어나는 소해면상뇌증은 1984년에 영국에서 처음 발병하였다. 소해면상뇌증이 걸린 소의 고기를 먹으면 새로운 변종의 크로이츠펠트-야코프병을 일으킨다고 여겨져 왔다. (영국에서 2003년 6월 자료로 131건, 프랑스에서 몇 건) 소는 잠재적으로 영국 쇠고기 산업에 치명적인 해를 미치는 것으로 여겨진다.
그 뒤로 다른 국가에서도 소해면상뇌증이 발병한 바 있다:
- 가장 많이 발병한 국가는 잉글랜드로 여타의 국가들 총합보다도 훨씬 많은 발병율(전체 발병율의 90% 이상)을 보이고 있다.
- 2003년 5월에 캐나다 앨버타주에서 소해면상뇌증이 걸린 소가 발견되었다.[10]
- 대한민국을 비롯한 수많은 국가에서는 미국산 쇠고기의 광우병 논란 파동으로 미국산 쇠고기 수입을 전면 금지하기도 했다. 2006년 7월 27일에 일본은 수입을 재개하였다.
- 미국산 쇠고기가 인간에게서 변종 크로이츠펠트-야콥 병을 유발한 적은 없다. 따라서 미국산 쇠고기를 수입 금지할 의학적인 근거는 없었다.
- 대한민국에서는 의학지식 부족으로 변종 크로이츠펠트-야콥 병과 일반 크로이츠펠트-야콥 병을 혼동하여 잘못된 내용의 루머가 확산되었고 미국쇠고기 반대 운동과 반정부 운동이 펼쳐졌다.
- 대한민국은 2008년 6월 미국산 (30개월 미만 뼈포함 및 뼈제거 쇠고기)쇠고기 수입을 재개하였다. 반면 캐나다 쇠고기 수입 금지는 유지하였는데, 이에 대해 캐나다 측은 차별적 조치라 주장하며 한국을 2009년 5월 WTO에 제소하였다.

## 종교
힌두교 신자들은 소를 신성하게 여기기 때문에 먹지 않는다.
더불어 고대 이집트에서는 아피스란 소의 형상을 한 신이 있어 소를 신성하게 여겼다 한다.
이슬람교 신자들은 소를 할랄인 동물로 생각하기 때문에 먹는다.

## 같이 보기
- 쇠고기 요리 목록
- 돼지고기
- 닭고기
- 오리고기
- 양고기
- 염소고기
- 불고기
- 고기소
- 송아지고기
- 육포
- 이력 추적제
- 고기